# Спеціальне головне управління
Спеціальне головне управління (рос. СПЕЦИАЛЬНОЕ ГЛАВНОЕ УПРАВЛЕНИЕ, Главспеццветмет, СГУ) — главк (від рос. главный комитет), організований 6 вересня 1946 наказом МВС № 00811 на базі
колишнього «Главзолота» Міністерства кольорової металургії СРСР.
Спочатку у веденні главку не було власних табірних структур і його підприємства обслуговували на контрагентських засадах ув'язнені з підрозділів територіальних УВТТК-ОВТК. Першим табором СГУ став Кусьїнський ВТТ, організований 14 листопада 1946 наказом МВС № 001006 для обслуговування тресту «Уралалмаз». У лютому-березні 1947 були організовані ще три ВТ табори для будівництва промислових підприємств СГУ (Березовського і Ключевського комбінатів, Усольського заводу гірничого обладнання), а 7 червня 1947 наказом МВС № 00611 — ще вісім ВТТ для безпосереднього обслуговування золотодобувних підприємств. З цими ж цілями в складі територіальних УВТТК-ОВТК в 1947–1951 рр. був організований цілий ряд ЛО, а 25 вересня 1947 (пр. МВС № 00993) главку були передані Балаганська, Ширяївська і Покровська сільськогосподарські ВТК, які продовжували підкорятися по табірним питанням УВТТК УМВС, відповідно, Іркутської області, Красноярського і Приморського країв. Наприкінці 1947 ВТТ Усольського заводу і Ключевського комбінату були передані у відання ГУЛЖДС, але пізніше (відповідно, в 1948 і 1950 рр.) повернуті назад в СГУ. У квітні 1948 був закритий ВТТ Березовського комбінату, а в травні того ж року був організований ВТТ Будівельно-експлуатаційного управління № 11, який функціонував до 1951 р. Останнім табором, організованим у складі СГУ, був Тисовський ВТТ (пр. МВС № 0664 від 23.05.50), який проіснував до травня наступного року. Решта таборів, передані в 1947–1949 рр. у відання (по табірним питанням) територіальним УВТТК, з виробничих питань залишалися в підпорядкуванні СГУ до його ліквідації згідно з Постановою РМ СРСР № 832–370сс від 18 березня 1953 і передачі його виробничих структур до Міністерства металургійної промисловості, а табірних — в ГУЛАГ МЮ (пр. МЮ № 0013 від 02.04.53).
Крім основної виробничої діяльності — видобутку золота, алмазів, будівництва та обслуговування промислових підприємств СГУ — ув'язнені були зайняті також на лісозаготівлях, в житловому, допоміжному та дорожньому будівництві, на видобутку вугілля і будівельних матеріалів, на підсобних сільськогосподарських роботах і в проектних роботах філій інституту «Гіпрозолото».
Загальна кількість ув'язнених у ВТТ і ЛО Главспеццветмета на якусь певну дату встановити не вдалося, так як дані про чисельність окремих табірних підрозділів, що знаходяться в підпорядкуванні територіальних УВТТК, в УРО ГУЛАГу не надходили. Можна лише навести дані про сумарну чисельності ув'язнених у ВТТ СГУ, які не перебували в підпорядкуванні територіальних УВТТК в 1947–1949 рр .: 01.09.47 — 20970, 01.01.48 — 22828, 01.06.48 — 31 266, 01.09.48 — 37717, 01.01.49 — 15251.
Беззмінним начальником главку був генерал-лейтенант Ф. П. Харитонов, призначений наказом МВС № 1446лс від 21 жовтня 1946.